# Focke-Wulf Fw 47
Focke-Wulf Fw 47 – niemiecki samolot meteorologiczny oblatany w czerwcu 1931 roku. 
Był to górnopłat typu parasol o tradycyjnej konstrukcji. Charakterystyczna była jedynie bardzo duża powierzchnia skrzydeł. Najpierw był testowany przez Reichsverband der Deutschen Luftfahrtindustrie, a następnie przez stację meteorologiczną w Hamburgu. Ostatecznie zlecono jego produkcję, która miała zaopatrzyć stacje meteorologiczne w całych Niemczech. Meteorolodzy nazywali ten samolot Höhengeier, tzn. sęp, który lata wysoko.

## Warianty
- Fw 47a - prototyp napędzany silnikiem Argus As 10
- Fw 47C - wersja produkcyjna napędzana silnikiem Argus As 10C
- Fw 47D - wersja produkcyjna napędzana silnikiem Argus As 10D
- Fw 47E - wersja produkcyjna napędzana silnikiem Argus As 10E